# Schnella
Genre
Classification phylogénétique
Synonymes
Selon GBIF (30 août 2024)
- Binaria Raf.
- Cardenasia Rusby
- Caulotretus Rich. ex Schott
- Caulotretus Rich. ex Spreng.
- Lacara Spreng.

Schnella est un genre de plantes à fleurs dicotylédones de la famille des Fabaceae, sous-famille des Caesalpinioideae, originaire d'Amérique, qui comprend six espèces acceptées.

## Liste d'espèces
Selon GBIF (30 août 2024) :
- Schnella accrescens (Killip & J.F.Macbr.) Trethowan & R.Clark
- Schnella alata (Ducke) Wunderlin
- Schnella altiscandens (Ducke) Wunderlin
- Schnella anamesa (J.F.Macbr.) Wunderlin
- Schnella angulosa (Vogel) Wunderlin
- Schnella bahiachalensis N.Zamora
- Schnella carvalhoi (Vaz) Wunderlin
- Schnella confertiflora (Benth.) Wunderlin
- Schnella cupreonitens (Ducke) Wunderlin
- Schnella emarginata Klotzsch
- Schnella erythrantha (Ducke) Wunderlin
- Schnella excisa Griseb.
- Schnella flexuosa (Moric.) Walp.
- Schnella glabra (Jacq.) Dugand
- Schnella grazielae (Vaz) Wunderlin
- Schnella guentheri (Harms) Trethowan & R.Clark
- Schnella guianensis (Aubl.) Wunderlin
- Schnella herrerae Britton & Rose
- Schnella hirsutissima (Wunderlin) Trethowan & R.Clark
- Schnella hymenaefolia (Triana ex Hemsl.) Britton & Rose, 1930
- Schnella hymenaeifolia (Triana ex Hemsl.) Britton & Rose
- Schnella klugii (Standl.) Wunderlin
- Schnella kunthiana (Vogel) Wunderlin
- Schnella lilacina (Wunderlin & Eilers) Wunderlin
- Schnella longiseta (Fróes) Wunderlin
- Schnella macrostachya Raddi
- Schnella madeleinae Casas-Restrepo, Fonseca-Cortes & L.P.Queiroz.A, 2023
- Schnella maximiliani (Benth.) Wunderlin
- Schnella microstachya Raddi
- Schnella obovata (S.F.Blake) Britton & Rose
- Schnella outimouta (Aubl.) Wunderlin
- Schnella platycalyx (Benth.) Wunderlin
- Schnella poiteauana (Vogel) Wunderlin
- Schnella porphyrotricha (Harms) Wunderlin
- Schnella pterocalyx (Ducke) Wunderlin
- Schnella reflexa (Schery) Wunderlin
- Schnella riedeliana (Bong.) Wunderlin
- Schnella rutilans (Spruce ex Benth.) Pittier
- Schnella scala-simiae (Sandwith) Trethowan & R.Clark
- Schnella siqueirae (Ducke) Wunderlin
- Schnella siqueiraei (Ducke) Wunderlin
- Schnella smilacina (Schott) G.Don
- Schnella splendens (Kunth) Benth.
- Schnella sprucei (Benth.) Wunderlin
- Schnella stenoloba Britton & Killip
- Schnella surinamensis (Amshoff) Wunderlin
- Schnella trichosepala (L.P.Queiroz) Wunderlin
- Schnella uleana (Harms) Wunderlin
- Schnella umbriana Britton & Killip
- Schnella vestita Benth.
- Schnella vulpina (Rusby) Trethowan & R.Clark

Selon The Plant List (7 décembre 2018) :
- Schnella lilacina (Wunderlin & Eilers) Wunderlin
- Schnella outimouta (Aubl.) Wunderlin
- Schnella reflexa (Schery) Wunderlin
- Schnella stenopetala (Ducke) Wunderlin
- Schnella stuebeliana (Harms) Britton & Killip
- Schnella trichosepala (L.P. Queiroz) Wunderlin